# Házi kacsa
A házi kacsa (Anas platyrhynchos domestica) a récefélék családjába tartozó baromfi, a tőkés réce (vadkacsa) alfaja, háziasított változata. Többnyire fehér színben tenyésztik, de egyes vidékeken – különösen ott, ahol vadon élő őseivel könnyen kereszteződhet – „vad” színezetű példányokat is találunk.
Táplálékát gabona és rovarok alkotják. Húsa, mája, zsírja, tepertője finom falat, de tojását – amelynek szárazanyag- és zsírtartalma lényegesen nagyobb a tyúktojásénál – csak alaposan megfőzve fogyasszuk, mert paratífusszal fertőzött lehet. Fosztott tollával párnát töltenek. Költés ideje átlagosan 28 nap. A kacsa hímjét gácsérnak hívjuk, a tollazata színpompásabb a tojóénál. Háziasítása megközelítőleg 5000 évvel ezelőtt történt.

## Magyar kacsa
A 20. század elején a magyar parlagi kacsát már ősi magyar fajtaként említik, de származásáról biztos adataink ma sincsenek. A vízközeli falusi, tanyasi gazdaságok egyik legfontosabb baromfiféléje volt. Míg a gazdasszony a libát eladásra nevelte, addig a kacsahús a család ellátására szolgált. A tájegységeknek kialakultak a saját típusaik. A leggyakoribb a fehér szín volt, amelyet a 20. század elején a pekingi kacsával akartak nemesíteni. A "színes", vagyis a tarka, vadas színű kacsa kisebb rangúnak számított, pedig ez a fajtaváltozat őrizte meg leginkább a magyar kacsa ősi formáját. Állománya erősen lecsökkent, Erdélyben és az alföldi tanyákon találhatóak kisebb állományai. Jelenleg a gödöllői Kisállattenyésztési Kutatóintézetben mindkét változatát tenyésztik. Nagyobb állománya található Szarvason is. 2004 óta a magyar kacsa a védett háziállataink közé tartozik.

### Tulajdonságai
Kitűnően bírja a mostoha viszonyokat, igénytelen, ellenálló fajta. Aránylag kistestű, a gácsér 2,5–4 kg, a tojó 2,3–3 kg. Húsa rendkívül jó minőségű. Leggyakoribb a fehér és a vadas színváltozat, de előfordulhat barna és fekete színben is. A vadas színű tojó sokkal visszafogottabb színű, mint a gácsér, hasonlóan a tőkés récéhez. Az úszásban segíti a lemezes csőr, úszóhártyás láb, csónak alakú test.

## Állomány
A házi kacsák tartása és hasznosítása különböző módon és különböző célokra történik világszerte. 2021-ben a házi kacsából több mint 70 országban tartottak, és az éves állomány nagysága meghaladta az 1 milliárd darabot.
A világ legnagyobb házi kacsa tartói közé tartozik Kína, Vietnám, Banglades, Indonézia és India. Ezek az országok a 2021-es állományuk alapján az első öt helyen álltak. 2021-ben Kínában volt az éves világ házi kacsa állományának a 61%-a.

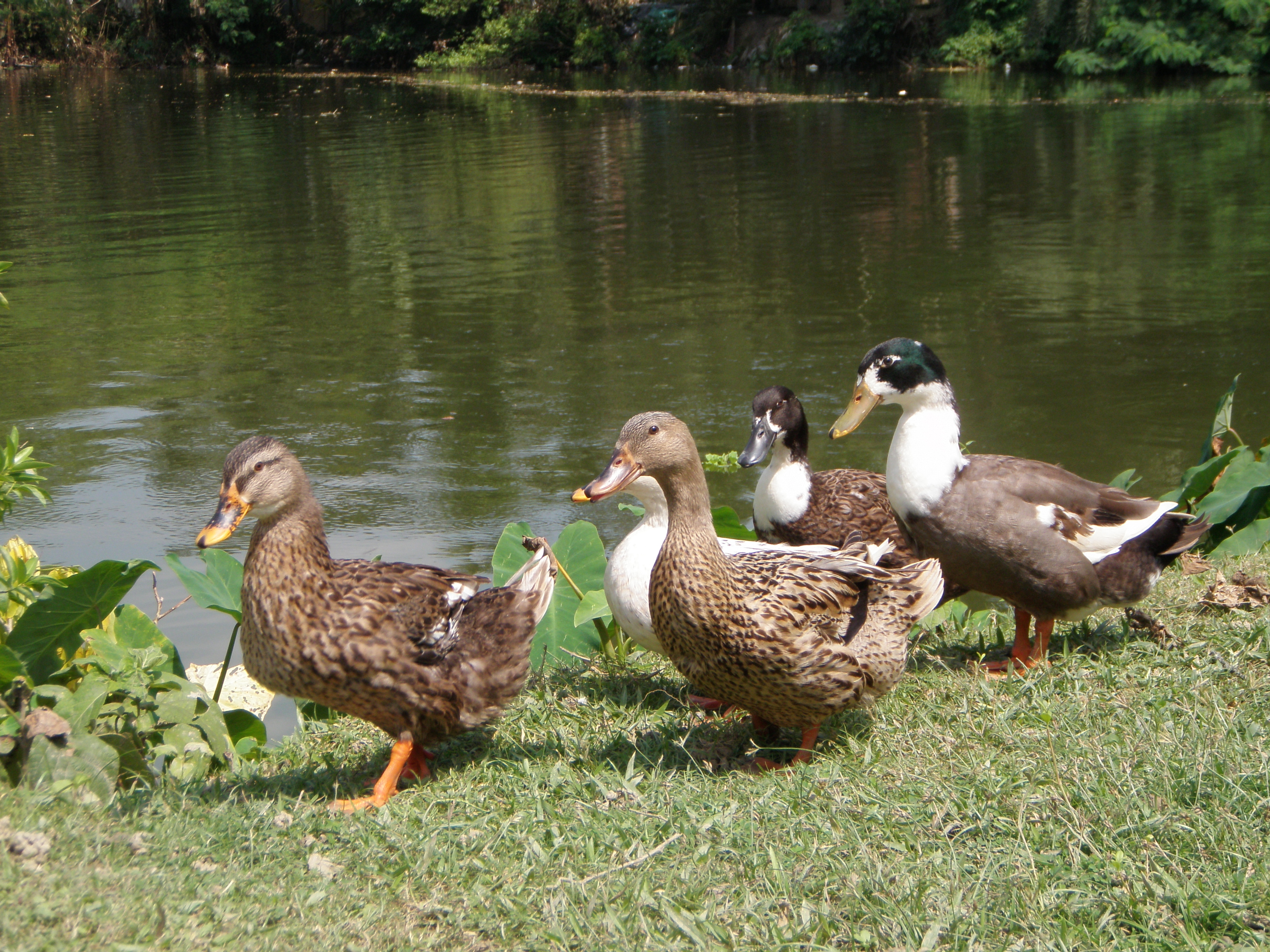
„Vad” színű házi kacsák

## Más házikacsa-fajták
- Aylesbury-réce
- khaki-Campbell-réce
- roueni kacsa
- francia harlequin kacsa
- futókacsa